# Orde de les Arts i les Lletres
L'Orde de les Arts i les Lletres (Ordre des Arts et des Lettres) és una distinció honorífica francesa instituïda el 2 de maig de 1957 i atorgada pel Ministeri de Cultura de França. La reorganització de les distincions franceses feta pel general De Gaulle el 1963 no va afectar l'Orde.
El seu antecedent es troba en l'Orde de Saint-Michel, com ho esmenten diverses fonts del govern francès.

## Graus
El Consell de l'Orde comprèn sis membres de dret:
- Un membre del Consell de l'Orde de la Legió d'Honor;
- El director del Gabinet del ministre a càrrec de les Arts i les Lletres;
- El secretari general d'Arts i Lletres;
- El director general de les Biblioteques de França;
- El director general d'Arquitectura;
- El director general dels Arxius de França;

I deu personalitats rellevants de l'àmbit artístic o de la literatura designats pel ministre a càrrec de les Arts i Lletres.
L'Orde recompensa "les persones que s'han distingit per les seves creacions en el domini artístic o literari o per la contribució que han aportat a l'esplendor de les arts i les lletres a França i en el món" («les personnes qui se sont distinguées par leur créations dans le domaine artistique ou littéraire ou par la contribution qu'elles ont apportée au rayonnement des arts et des lettres en France et dans le monde»)
L'Orde de les Arts i les Lletres té tres Graus:
- Chevalier des Arts et des Lettres (cavaller de les Arts i de les Lletres).
- Officier des Arts et des Lettres (oficial de les Arts i de les Lletres).
- Commandeur des Arts et des Lettres (comanador de les Arts i de les Lletres).

El grau de cavaller no pot concedir-se més que a artistes, escriptors o intel·lectuals de 30 anys almenys i en possessió dels seus drets civils. Els dos graus superiors són atribuïts a condició de justificar un mínim de 5 anys en el grau inferior. Els distingits no francesos poden entrar en l'Ordre sense restricció d'edat. Des del decret de 5 de maig de 1997, el contingent anual s'eleva a 450 cavallers, 140 oficials i 50 comanadors. Encara és una condecoració relativament poc atorgada.
| Cavaller | Oficial | Comanador |
| -------- | ------- | --------- |
|          |         |           |
|          |         |           |

## Descripció de la insígnia
La insígnia de l'Orde té un ample de 37 mm, i està composta per 5 bandes verdes (de 5,5 mm), separades per quatre ratlles verticals blanques (de 2,4 mm). Els oficials tenen, a més, una roseta, i els comendadors porten una corbata en sautoir. La insígnia és una creu de doble cara amb vuit puntes, esmaltat de verd i decorat amb una trama amb forma d'arabesc platejat o daurat per als oficials i comendadors, tenint aquests últims una insígnia més gran. Es distingeix sobre el medalló central un monograma de les lletres A i L.

## Llista de condecorats
- Condecorats amb l'Orde de les Arts i les Lletres